# Windmotor Jousterp
De Windmotor Jousterp is een poldermolen nabij de Friese buurtschap Jousterp, die ten zuidwesten van Tjerkwerd in de Nederlandse gemeente Súdwest-Fryslân ligt.

## Beschrijving
De Windmoter Jousterp is een in 1924 gebouwde Amerikaanse windmotor, die even ten zuiden van de buurtschap staat. De molen is van het type Energie en heeft 30 bladen en een vlucht van 10 m. De windmotor is een rijksmonument en is eigendom van de Monumentenstichting Wûnseradiel. De molen werd in 2000 gedeeltelijk gerestaureerd. Hij is niet te bezichtigen.
De molen is door het Wetterskip Fryslân aangewezen als reserve-gemaal in geval van wateroverlast.